# Petrochelidon
Petrochelidon és un dels gèneres d'ocells, de la família dels hirundínids (Hirundinidae).

## Taxonomia
Segons la classificació del Congrés Ornitològic Internacional (versió 13.2, 2023), aquest gènere conté 11 espècies:
- Petrochelidon rufigula - oreneta gorja-roja.
- Petrochelidon preussi - oreneta de Preuss.
- Petrochelidon perdita - oreneta del mar Roig.
- Petrochelidon spilodera - oreneta sud-africana.
- Petrochelidon fuliginosa - oreneta selvàtica.
- Petrochelidon fluvicola - oreneta gorja-ratllada.
- Petrochelidon ariel - oreneta ariel.
- Petrochelidon nigricans - oreneta arbòria.
- Petrochelidon pyrrhonota - oreneta dels cingles.
- Petrochelidon fulva - oreneta de cova.
- Petrochelidon rufocollaris - oreneta collrogenca.